# Topflet und Obere Aschau
Koordinaten: 48° 28′ 32″ N, 10° 18′ 50″ O
Das Naturschutzgebiet Topflet und Obere Aschau liegt auf dem Gebiet der schwäbischen Landkreise Dillingen an der Donau und Günzburg. Dabei entfallen auf den Landkreis Dillingen 22,55 ha und auf den Landkreis Günzburg 105,30 ha. 
Das Gebiet erstreckt sich nordöstlich der Kernstadt Günzburg entlang der südöstlich fließenden Donau. Westlich und nordwestlich des Gebietes verläuft die B 16.

## Bedeutung
Das 127,85 ha große Gebiet mit der Nr. NSG-00749.01 wurde im Jahr 2013 unter Naturschutz gestellt. Es handelt sich um einen Donauabschnitt, der naturnahe Auwaldbestände, Kalkmagerrasen, ein verzweigtes Netz von Gewässern und das auetypische Geländerelief umfasst.